# Rozdroże Izerskie
Die Rozdroże Izerskie (deutsch, wörtlich Iserkreuzung) ist ein Gebirgspass im Süden der polnischen Woiwodschaft Niederschlesien im Isergebirge. Der Pass befindet sich an der Grenze der Gemeinden Mirsk (Friedeberg/Isergebirge) und Szklarska Poręba (Schreiberhau) und verbindet den Zacken Kamm mit dem Hohen Iserkamm und trennt das Tal des Kleinen Zacken. Der Pass ist 767 m n.p.m. hoch und grenzt an den Gipfel der Wysoka Kopa.

## Tourismus
Über den Pass führt die Sudetenstraße sowie mehrere markierte Wanderwege, der blaue von der Sępia Góra auf die Zimna Przełęcz, der gelbe von Rębiszów (Rabishau) auf die Rozdroże pod Kopą (Tänkenkamm) sowie der grüne auf die Rozdroże pod Zwaliskiem. Bis 2013 stand hier die Ludwigsbaude aus dem 19. Jahrhundert. Auf der Alm befindet sich heute ein großer Parkplatz.